# Лира
Лира је жичани музички инструмент и један је од најпопуларнијих инструмената у Старој Грчкој. Њена резонантска кутија је била од корњачине коре. Учење лире је у Атини било обавезно за све омладинце. Поред лире, познати грчки инструменти су китара и аулос. Антички трзалачки инструмент лира је био познат Сумеранима, Египћанима и другим народима Предњег истока. У Грка добија свој типичан облик, сличан гитари, са 5-7 жица које су се трзале прстима или трзалицом. Раширена је од 6. века пре нове ере, нарочито као инструмент грчких песника и певача лирика.
Лира има своје порекло у древној историји. Лире су коришћене у неколико древних култура у региону Средоземног мора. Најранији познати примерци лире пронађени су на археолошким налазиштима која датирају од око 2700. п. н. е. у Месопотамији. Најстарије лире са Плодног полумесеца познате су као источне лире и разликују се од других древних лира по равној основи. Пронађене су на археолошким налазиштима у Египту, Сирији, Анадолији и Леванту.
Округла лира или западна лира такође је настала у Сирији и Анадолији, али није била толико коришћена и на крају је изумрла на истоку око 1750. п. н. е. Округла лира, названа тако због своје заобљене основе, поново се појавила вековима касније у старој Грчкој око 1700-1400 п. н. е, а затим се касније проширила по целом Римском царству. Ова лира је послужила као порекло европске лире познате као германска лира или рот која је била у широкој употреби у северозападној Европи од пре појаве хришћанства до средњег века.

## Етимологија
Најраније спомињање речи „лира“ је микенски грчки ру-ра-та-е, што значи „лиричари“ и написано је линеар Б писмом. У класичном грчком, реч „лира“ може да се односи на аматерски инструмент, који је мања верзија професионалне китаре и источно-егејског барбитона, или се „лира“ може уопштено односити на сва три инструмента као породицу. Енглеска реч долази преко латинског из грчког.

## Класификација
Хорнбостел-Заксов систем класификује лиру као члана породице инструмената лауте која је једна од фамилија под класификацијом инструмената за кордофоне. Хорнбостел-Закс дели лире у две групе зделасте лире (321.21), кутијасте лире (321.22). У органологији, лира се сматра јармастом лаутом, пошто је то лаута у којој су жице причвршћене за јарам који лежи у истој равни као и звучни сто, а састоји се од два крака и пречке.

## Древне лире
Постоје докази о развоју многих облика лира из периода од 2700. п. н. е. до 700. п. н. е. Лире из античког света научници деле у две посебне групе, источне и западне лире, које су дефинисане обрасцима географије и хронологије.

### Источњачке лире

#### Биковске лире
Биковске лире су врста источњачке лире која има равну основу и главу бика на једној страни. Лире из Ура су биковске лире ископане у древној Месопотамији (модерни Ирак), које датирају из 2500. године пре нове ере и сматрају се најстаријим преживелим жичаним инструментима на свету. Међутим, старији сликовни докази о биковским лирама постоје у другим деловима Месопотамије и Елама, укључујући Сузу.

#### Танке лире
Танке лире су врста источне лире на равној бази са тањим звучним кутијом где се звучна рупа ствара остављањем основе резонатора отвореном. Најранији познати пример танке лире датира из око 2500. п. н. е. у Сирији. После овога, примери танке лире могу се наћи широм Плодног полумесеца. Танка лира је једина од древних источњачких лира која се и данас користи у дизајну инструмената међу садашњим практичарима инструмента. Као средство подршке, свирачи танке лире носе ремен око левог зглоба који је такође причвршћен за подножје лире. Свира се помоћу плектрума или окидача за ударање по жицама; техника коју су Грци касније користили на западним лирама.
Кинор је древни израелски музички инструмент за који се сматра да је врста танке лире на основу иконографских археолошких доказа. То је први инструмент из породице лира који се помиње у Старом завету. Њена тачна идентификација је нејасна, али се у данашње време углавном преводи као „харфа“ или „лира“,‍:440 и повезује се са врстом лире приказаном на израелским сликама, посебно новчићима Симона бар Кохбе.‍:440 О њој се говорило као о „националном инструменту” јеврејског народа, а модерни лутјери су направили репродукцијске лире од „кинора” на основу ових слика.